# Watson Wyatt & Company
 (août 2014).
Si vous disposez d'ouvrages ou d'articles de référence ou si vous connaissez des sites web de qualité traitant du thème abordé ici, merci de compléter l'article en donnant les références utiles à sa vérifiabilité et en les liant à la section « Notes et références ».
 (août 2014).
Watson Wyatt était un cabinet de conseil spécialisé en capital humain et gestion financière.

## Historique
Watson Wyatt a été formé en 1995 à la suite d'une alliance entre R. Watson & Sons (Royaume-Uni) et The Wyatt Company (États-Unis). Par la suite, en 2009, Watson Wyatt fusionne avec Tower Perrin pour former Tower Watson.
Watson Wyatt a été classé 3e cabinet de conseil en ressources humaines par Vault.com.
Ses concurrents étaient principalement :
- Hay Group
- Hewitt
- Towers Perrin
- Mercer